# Horní Rokytňany
Horní Rokytňany je část obce Rokytňany v okrese Jičín. Nachází se na východě Rokytňan. V roce 2009 zde bylo evidováno 49 adres. V roce 2001 zde trvale žilo 38 obyvatel.
Horní Rokytňany je také název katastrálního území o rozloze 1,84 km2.
Vsí prochází silnice II/280. Jižním cípem katastrálního území prochází železniční trať Bakov nad Jizerou – Kopidlno, na které je (již v sousedním k. ú. Osenice) zastávka Rokytňany. Osobní doprava však na tomto úseku trati není (2016) objednávána.
V minulosti z ní v blízkosti zastávky odbočovala železniční trať (Dětenice – )Rokytňany – Dobrovice město, zaniklá roku 1974.